# Werner Kolhörster
Werner Heinrich Gustav Kolhörster (né le 28 décembre 1887 – mort le 5 août 1946) est un physicien allemand, pionnier de la recherche sur les rayons cosmiques.

## Biographie
Kolhörster naît à Świebodzin, dans la province de Brandenbourg, en Prusse. Il étudie la physique à l'université Martin-Luther de Halle-Wittenberg sous la direction de Friedrich Ernst Dorn.
En 1913-1914, alors qu'il répète les expériences de Victor Franz Hess sur les rayons cosmiques, Kolhörster grimpe en ballon jusqu'à une altitude de 9 km. Il confirme les résultats de Hess, à savoir une plus grande présence de rayons cosmiques à cette hauteur qu'au niveau de la mer.
En 1914, Kolhörster continue ses études de physique au Physikalisch-Technische Bundesanstalt de Berlin. Il y sera engagé en 1922.
En 1928–1929, Walther Bothe et Kolhörster démontrent que les rayons cosmiques sont des particules chargées de haute énergie.